# Coxina plumbeola
Coxina plumbeola är en fjärilsart som beskrevs av George Francis Hampson 1926. Coxina plumbeola ingår i släktet Coxina och familjen nattflyn. Inga underarter finns listade i Catalogue of Life.